# Lorenzo Bini Smaghi
Lorenzo Bini Smaghi (Firenze, 29 novembre 1956) è un economista italiano, membro del comitato esecutivo della Banca centrale europea dal giugno 2005 al 10 novembre 2011.

## Biografia
Nato da famiglia aristocratica fiorentina (il conte  Bini di Firenze lasciò in eredità il cognome agli Smaghi di Montepulciano/Città della Pieve nel 1853), Lorenzo è figlio del conte Bino e di Maria Carla dei marchesi Mazzei, patrizia fiorentina,  primo di quattro fratelli.
Nel 1998 sposa l'economista Veronica De Romanis, dalla quale ha avuto due figli: Corso e Laudomia.

## Studi e carriera professionale
Diplomatosi nel 1974 al Liceo francese di Bruxelles, nel 1978 si laurea in economia all'Università Cattolica di Lovanio in Belgio. Nel 1980 consegue un Master of Arts in economia presso la University of Southern California e una laurea in scienze politiche presso l'Università di Bologna, e nel 1988 un PhD presso l'Università di Chicago.
Dal 1983 al 1988 è economista nel settore internazionale del Servizio studi della Banca d'Italia, dal 1988 al 1994 è capo dell'Ufficio italiano cambi e commercio internazionale presso il medesimo Servizio studi.
Nel 1998 è capo della Divisione analisi e pianificazione dell'Istituto monetario europeo e dal 1998 al 2005 ricopre l'incarico di dirigente generale della Direzione rapporti finanziari internazionali del Ministero dell'economia e delle finanze. e dal 2001 al 2005 di presidente della SACE.
Dal 2006 al 2016 ha presieduto la Fondazione Palazzo Strozzi a Firenze.
È membro dell'advisory board del Paolo Baffi Centre on Central Banking and Financial Regulation dell'Università commerciale Luigi Bocconi di Milano.
Fa parte della Fondazione Italia USA.

### Banca centrale europea
Dal giugno 2005 a novembre 2011 è stato membro del Comitato esecutivo della BCE.
Il presidente del consiglio Berlusconi nel giugno 2011 pubblicamente annuncia "il governo ha formalmente chiesto le dimissioni di Bini Smaghi dal consiglio Bce": con la nomina di Mario Draghi a presidente della Banca centrale europea, i membri di nazionalità italiana del direttorio erano saliti a due (su un totale di sei), mentre con l'uscita di Jean-Claude Trichet, nell'organo non vi erano più membri di nazionalità francese. Bini Smaghi, in ottemperanza all'indipendenza della Banca Centrale Europea dal potere politico e al fatto che i suoi membri non sono rappresentanti di uno Stato, ma scelti collettivamente dagli Stati membri, declinava insistenti richieste di dimissioni. L'8 novembre 2011 il governo Berlusconi perde la maggioranza e il 10 novembre 2011 Bini Smaghi (attraverso il sito ufficiale della BCE) annunciava le sue dimissioni.

### Post BCE
Da gennaio 2012 è visiting scholar ad Harvard. e Senior Fellow all'Istituto affari internazionali.
Dall'ottobre 2012 è presidente di Snam e dall'ottobre 2013 al marzo 2014 è stato membro indipendente del consiglio di Amministrazione di Morgan Stanley International.
Dal 7 novembre 2016 al 2 aprile 2019 Bini Smaghi ricopre la carica di Presidente del consiglio di amministrazione di Italgas.
Da maggio 2015 è Presidente del consiglio di amministrazione della banca d'affari francese Société Générale.
Dal dicembre 2019 ricopre la carica di Presidente della Fondazione per le Arti Contemporanee in Toscana, presso il Centro Pecci di Prato.

## Pubblicazioni
- La tentazione di andarsene. Fuori dall’Europa c’è un futuro per l’Italia?, Il Mulino, Bologna, 2017.
- 33 False Verità sull'Europa, Il Mulino, Bologna, 2014.
- Morire di austerità, il Mulino, Bologna, 2013.
- Il paradosso dell'euro. Luci e ombre dieci anni dopo, Rizzoli, Milano, 2008.
- Open Issues in European Central Banking, Macmillan, London, 2000 (with D. Gros).
- Chi ci salva dalla prossima crisi finanziaria?, il Mulino, Bologna, 2000.
- L'Euro, il Mulino, Bologna, 1998 (IV edizione, 2009).